# Orne (Moezel)
De Orne is een zijriviertje van de Moezel in het noordoosten van Frankrijk. De rivier ontspringt in Ornes en stroomt in oostelijke richting langs Étain, Conflans-en-Jarnisy, Auboué, Rombas en Amnéville naar Mondelange, tussen Metz en Thionville, waar hij in de Moezel uitmondt. De totale lengte is 80 km.
- Bibliothèque nationale de France: cb12085759w (data)
- Système universitaire de documentation: 029176646
- Virtual International Authority File: 196148570669124311484